# فرانك كوستا
فرانك كوستا (بالإنجليزية: Frank Costa)‏ هو لاعب كرة قدم أمريكية أمريكي، ولد في 8 سبتمبر 1972 في فيلادلفيا في الولايات المتحدة.